# Short track agli VIII Giochi asiatici invernali - 500 metri femminili
La specialità dei 500 metri femminili di short track degli VIII Giochi asiatici invernali si è svolta il 21 febbraio 2017 all'Arena del Ghiaccio Makomanai nel distretto di Minami-ku a Sapporo, in Giappone. 

## Risultati
Legenda
- PEN — Penalità
- q — Qualifificato per il tempo

### Batterie

#### Gruppo 1
| Class | Atleta             | Tempo  | Note |
| ----- | ------------------ | ------ | ---- |
| 1     | Ayuko Ito (JPN)    | 45.026 | Q    |
| 2     | Anja Chong (MAS)   | 48.357 | Q    |
| 3     | Lu Chia-tung (TPE) | 48.582 |      |

#### Gruppo 2
| Class | Atleta               | Tempo  | Note |
| ----- | -------------------- | ------ | ---- |
| 1     | Choi Min-jeong (KOR) | 44.265 | Q    |
| 2     | Lin Yu-tzu (TPE)     | 47.915 | Q    |
| 3     | Kathryn Magno (PHI)  | 54.031 |      |

#### Gruppo 3
| Class | Atleta           | Tempo  | Note |
| ----- | ---------------- | ------ | ---- |
| 1     | Fan Kexin (CHN)  | 43.939 | Q    |
| 2     | Kim Ji-yoo (KOR) | 43.990 | Q    |
| 3     | Kim Iong-a (KAZ) | 44.776 | q    |

#### Gruppo 4
| Class | Atleta                      | Tempo  | Note |
| ----- | --------------------------- | ------ | ---- |
| 1     | Shim Suk-hee (KOR)          | 43.927 | Q    |
| 2     | Moemi Kikuchi (JPN)         | 45.351 | Q    |
| 3     | Nor Marissa Alia (MAS)      | 55.653 |      |
| 4     | Alifia Meidia Namasta (INA) | 56.830 |      |

#### Gruppo 5
| Class | Atleta                     | Tempo    | Note |
| ----- | -------------------------- | -------- | ---- |
| 1     | Anastassiya Krestova (KAZ) | 45.175   | Q    |
| 2     | Deanna Lockett (AUS)       | 45.205   | Q    |
| 3     | Wang Kuan-ming (TPE)       | 52.715   |      |
| 4     | Ashley Chin (MAS)          | 1:11.252 |      |

#### Gruppo 6
| Class | Atleta                     | Tempo    | Note |
| ----- | -------------------------- | -------- | ---- |
| 1     | Zang Yize (CHN)            | 45.173   | Q    |
| 2     | Cheyenne Goh (SGP)         | 50.878   | Q    |
| 3     | Varsha S. Puranik (IND)    | 54.445   |      |
| 4     | Battulgyn Gereltuyaa (MGL) | 1:16.386 |      |

#### Gruppo 7
| Class | Atleta                    | Tempo  | Note |
| ----- | ------------------------- | ------ | ---- |
| 1     | Sumire Kikuchi (JPN)      | 44.643 | Q    |
| 2     | Guo Yihan (CHN)           | 44.722 | Q    |
| 3     | Anita Nagay (KAZ)         | 47.061 | q    |
| 4     | Rahmah Osya Samudra (INA) | 54.881 |      |

### Quarti di finale

#### Gruppo 1
| Class | Atleta             | Tempo  | Note |
| ----- | ------------------ | ------ | ---- |
| 1     | Shim Suk-hee (KOR) | 43.597 | Q    |
| 2     | Guo Yihan (CHN)    | 45.014 | Q    |
| 3     | Anita Nagay (KAZ)  | 47.129 |      |
| —     | Kim Ji-yoo (KOR)   | PEN    |      |

#### Gruppo 2
| Class | Atleta                     | Tempo    | Note |
| ----- | -------------------------- | -------- | ---- |
| 1     | Fan Kexin (CHN)            | 43.580   | Q    |
| 2     | Kim Iong-a (KAZ)           | 44.891   | Q    |
| 3     | Deanna Lockett (AUS)       | 45.120   |      |
| 4     | Anastassiya Krestova (KAZ) | 1:00.663 |      |

#### Gruppo 3
| Class | Atleta               | Tempo    | Note |
| ----- | -------------------- | -------- | ---- |
| 1     | Choi Min-jeong (KOR) | 44.300   | Q    |
| 2     | Zang Yize (CHN)      | 44.660   | Q    |
| 3     | Cheyenne Goh (SGP)   | 49.227   |      |
| 4     | Moemi Kikuchi (JPN)  | 1:08.747 |      |

#### Gruppo 4
| Class | Atleta               | Tempo  | Note |
| ----- | -------------------- | ------ | ---- |
| 1     | Sumire Kikuchi (JPN) | 44.453 | Q    |
| 2     | Ayuko Ito (JPN)      | 44.659 | Q    |
| 3     | Lin Yu-tzu (TPE)     | 47.380 |      |
| 4     | Anja Chong (MAS)     | 47.473 |      |

### Semifinali

#### Gruppo 1
| Class | Atleta               | Tempo  | Note |
| ----- | -------------------- | ------ | ---- |
| 1     | Fan Kexin (CHN)      | 43.371 | QA   |
| 2     | Ayuko Ito (JPN)      | 43.433 | QA   |
| 3     | Sumire Kikuchi (JPN) | 43.936 | QB   |
| 4     | Kim Iong-a (KAZ)     | 44.962 | QB   |

#### Gruppo 2
| Class | Atleta               | Tempo    | Note |
| ----- | -------------------- | -------- | ---- |
| 1     | Shim Suk-hee (KOR)   | 43.587   | QA   |
| 2     | Zang Yize (CHN)      | 43.683   | QA   |
| 3     | Guo Yihan (CHN)      | 44.174   | QB   |
| 4     | Choi Min-jeong (KOR) | 1:02.798 | QB   |

### Finali

#### Finale B
| Class   | Atleta               | Tempo  |
| ------- | -------------------- | ------ |
| Argento | Choi Min-jeong (KOR) | 44.819 |
| 2       | Guo Yihan (CHN)      | 44.881 |
| 3       | Kim Iong-a (KAZ)     | 44.952 |
| 4       | Sumire Kikuchi (JPN) | 44.998 |

#### Finale A
| Class   | Atleta             | Tempo  |
| ------- | ------------------ | ------ |
| Oro     | Zang Yize (CHN)    | 43.911 |
| Argento | Ayuko Ito (JPN)    | 44.236 |
| —       | Fan Kexin (CHN)    | PEN    |
| —       | Shim Suk-hee (KOR) | PEN    |